# Dealurile morții
Dealurile morții (The Hills Run Red) - film slasher din 2009. Este regizat de Dave Parker după un scenariu de David J. Schow. Cu actorii Sophie Monk, Tad Hilgenbrink și William Sadler. 